# Cosmibuena grandiflora
Cosmibuena grandiflora är en måreväxtart som först beskrevs av Hipólito Ruiz López och Pav., och fick sitt nu gällande namn av Henry Hurd Rusby. Cosmibuena grandiflora ingår i släktet Cosmibuena och familjen måreväxter. Inga underarter finns listade i Catalogue of Life.